# Empusa guttula
Empusa guttula är en bönsyrseart som först beskrevs av Carl Peter Thunberg 1815.  Empusa guttula ingår i släktet Empusa och familjen Empusidae. Inga underarter finns listade i Catalogue of Life.